# Xiao Surmang (sockenhuvudort i Kina, Qinghai Sheng, lat 32,35, long 97,23)
Xiao Surmang (kinesiska: 小苏莽, 小苏莽乡, 长青可) är en sockenhuvudort i Kina. Den ligger i provinsen Qinghai, i den nordvästra delen av landet, omkring 630 kilometer sydväst om provinshuvudstaden Xining. Antalet invånare är 12 047. Befolkningen består av 6 138 kvinnor och 5 909 män. Barn under 15 år utgör 33 %, vuxna 15-64 år 60 %, och äldre över 65 år 5,0 %.
Runt Xiao Surmang är det mycket glesbefolkat, med 6 invånare per kvadratkilometer. Det finns inga andra samhällen i närheten. Trakten runt Xiao Surmang består i huvudsak av gräsmarker.
Genomsnittlig årsnederbörd är 755 millimeter. Den regnigaste månaden är juni, med i genomsnitt 172 mm nederbörd, och den torraste är januari, med 3 mm nederbörd.